# Ywam Liberty
Ywam Liberty är ett tidigare franskt statligt försörjningsfartyg för Antarktis, som sedan 2017 ägs av Ywam (Youth with a Mission).
Fartyget gjorde under namnet Astrolabe regelbundna seglatser mellan Hobart i Tasmanien i Australien och Dumont D'Urville under femton år. Det ersattes 2017 av den  nybyggda Astrolabe.
Hon köptes 2017 av den amerikanska missionsorganisationen Ywam (Youth with a Mission) och döptes om till YWAM Liberty för att  bli försörjningsfartyg för isolerade öar i vattnen vid Papua-Nya Guinea. 

## Bildgalleri

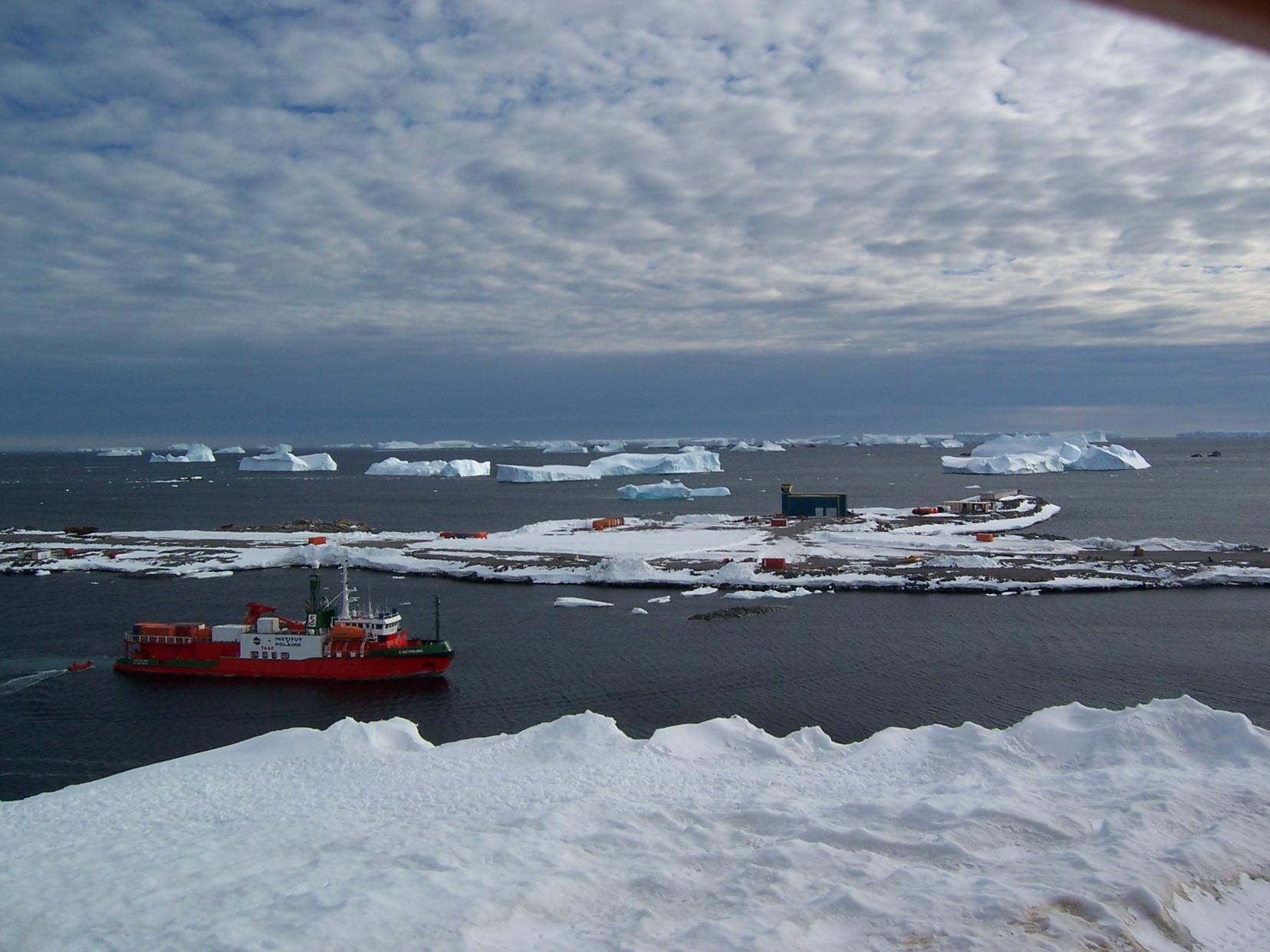
Ankomst till forskningsstationen Dumont D'Urville 2005
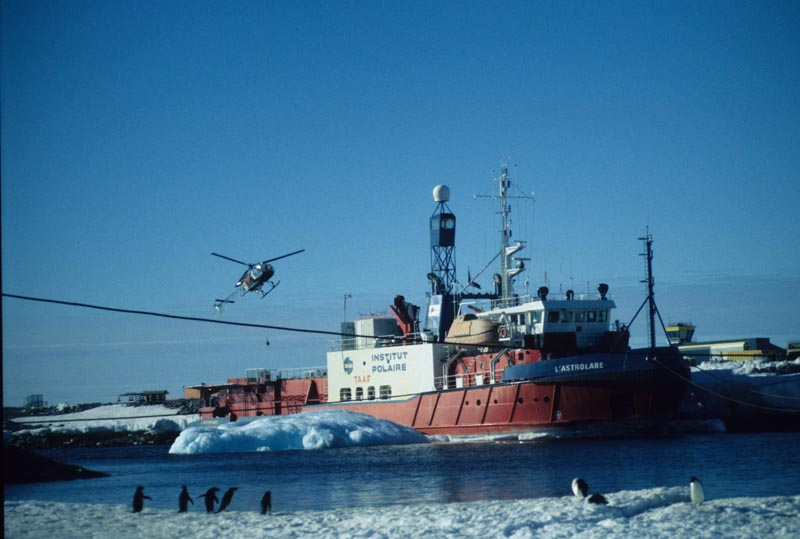
Astrolabe vid forskningsstationen Dumont d'Urville 1995
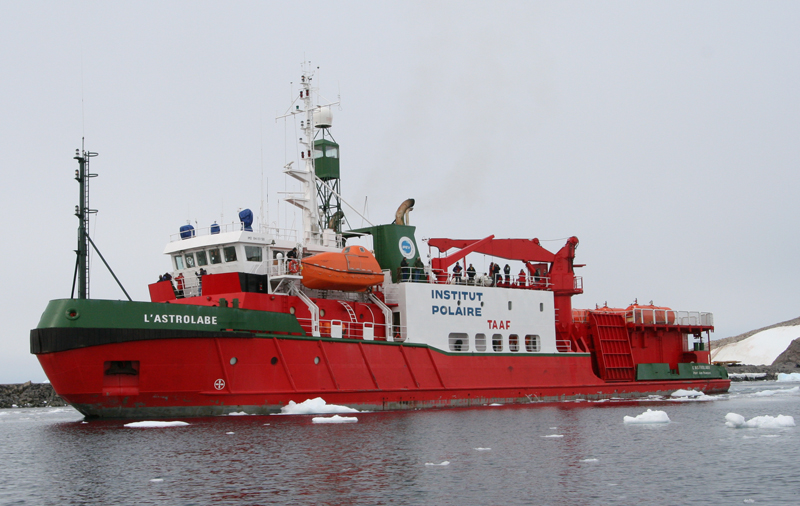
Astrolabe i Antarktis, januari 2006
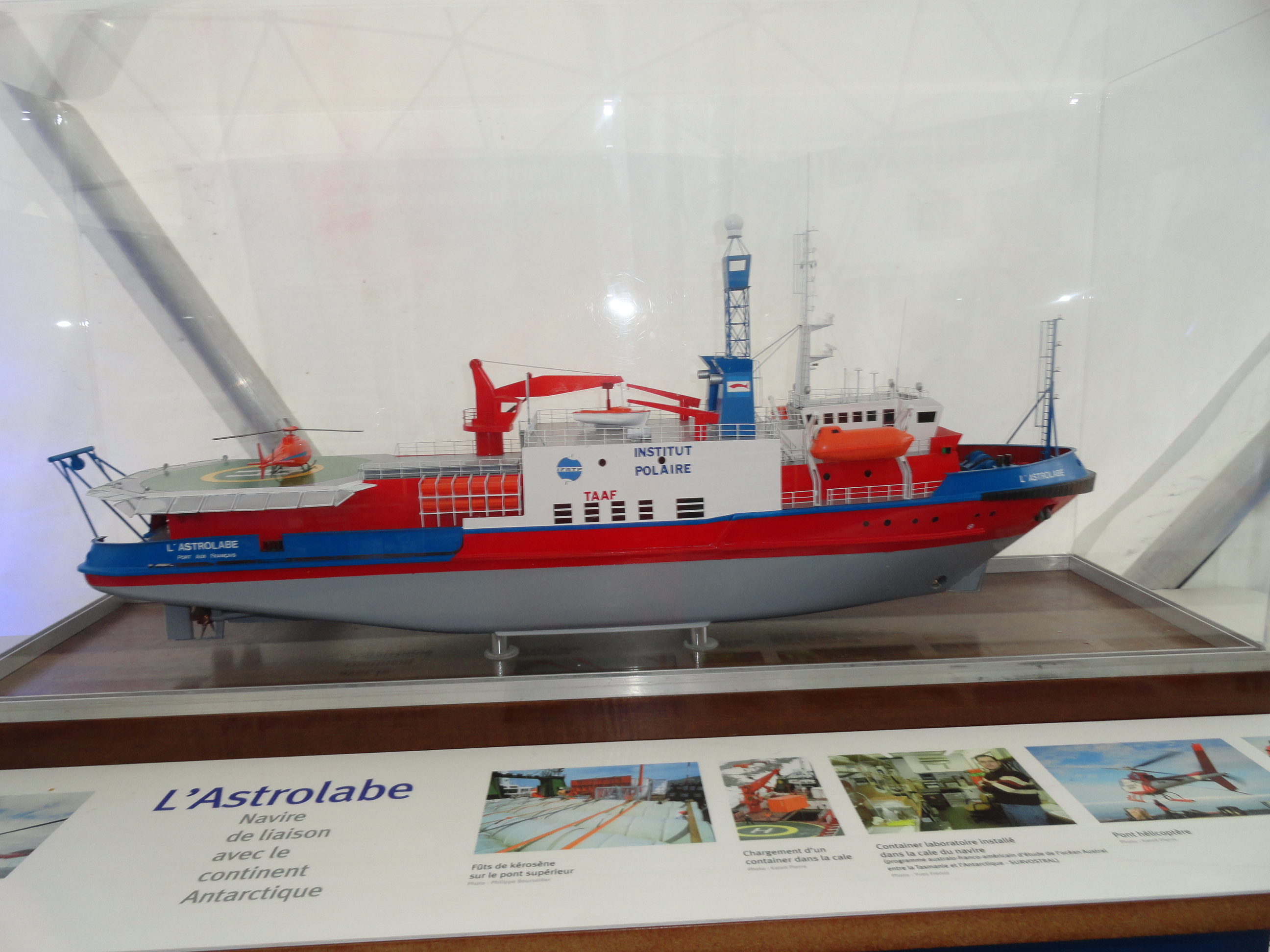
Modell